# Bunchosia sonorensis
Bunchosia sonorensis là một loài thực vật có hoa trong họ Malpighiaceae. Loài này được Rose mô tả khoa học đầu tiên năm 1891.